# 普萊森特瓦利科勒尼 (蒙大拿州)
普萊森特瓦利科勒尼（英語：Pleasant Valley Colony）是位於美國蒙大拿州喀斯喀特縣的普查規定居民點。

## 人口
根據2020年美國人口普查的數據，普萊森特瓦利科勒尼的面積為0.65平方千米，皆為陸地。當地共有人口130人，而人口密度為每平方千米200人。